# 林氏小油鯰
林氏小油鯰為輻鰭魚綱鯰形目鼬鯰科的其中一種，為熱帶淡水魚，分布於南美洲委內瑞拉奧里諾科河流域，體長可達7.5公分，棲息在底層水域，生活習性不明。

## 扩展阅读
維基物種上的相關：林氏小油鯰